# Preignac
Preignac é uma comuna francesa na região administrativa da Nova Aquitânia, no departamento da Gironda. Estende-se por uma área de 13,28 km². Em 2010 a comuna tinha 2 183 habitantes (densidade: 164,4 hab./km²).